# Hermann Junack
Hermann Rudolf Felix Junack (* 6. September 1912 in Neudeck, Oberschlesien; † 26. September 1992 in Gartow, Niedersachsen) war ein deutscher Forstmann. Er leitete von 1941 bis 1979 das Privatforstamt Gartow an der Elbe der Gräflich von Bernstorff’schen Verwaltung und entwickelte in dieser Zeit den Gartower Wald zu einem Beispielbetrieb für die „naturgemäße Waldwirtschaft“.

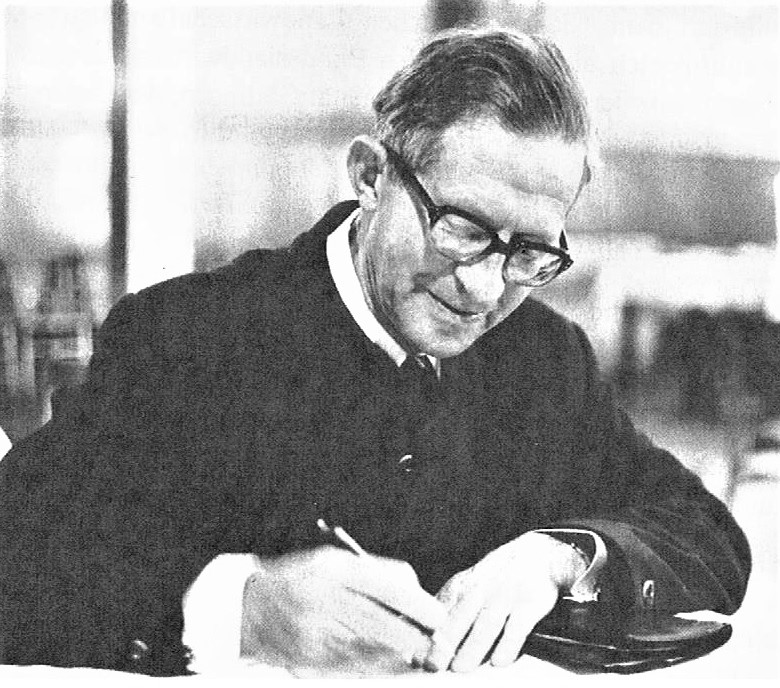
Hermann Junack (1942)

## Leben

### Herkunft, Familie und Ausbildung
Hermann Junack stammte aus einer alten Forstfamilie. Er wurde am 6. September 1912 als Sohn des Försters Carl Junack im oberschlesischen Neudeck geboren und verbrachte seine Jugend in Berlin und Gartow, wo sein Vater zunächst als Revierverwalter, später dann als Leiter der Gräflich von Bernstorff’schen Forstverwaltung tätig war. Im Jahr 1931 legte Hermann Junack am Reform-Realgymnasium in Oranienburg sein Abitur ab.
Danach nahm er eine einjährige Lehrzeit im Forstamt Chorin bei Eberswalde auf. Er studierte von 1932 bis 1936 Forstwissenschaften an der Forstlichen Hochschule Eberswalde und an der Universität Berlin sowie an der Forstlichen Fakultät der Georg-August-Universität Göttingen in Hann. Münden. Von 1936 bis 1941 setzte er seine Ausbildung als Forstreferendar fort, welche durch den Wehrdienst 1936 bis 1937 unterbrochen wurde. Daraufhin folgte wiederum nur ein halbes Jahr normaler Referendarzeit (Taxation im Forstamt Wetter-Ost bei Marburg und viermonatige Försterzeit im Forstamt Cladow-Ost).
Für das folgende Jahr (1938 bis 1939) hatte sein Vater Carl Junack für ihn Urlaub von der Referendarausbildung beim Ministerium für die fällige Forsteinrichtung in Gartow erwirkt. Die Arbeiten an dieser Forsteinrichtung schufen die Grundlage für seine spätere Tätigkeit in Gartow. Die schon gewonnene Erfahrung bei den normalen Einrichtungsarbeiten ließ ihm Zeit für eingehende historische Studien in den weit zurückreichenden Unterlagen des Gartower Forstbetriebes. Daraus entstand in gemeinsamer Arbeit mit seinem Vater Carl Junack eine umfangreiche Gartower Waldgeschichte, die unter Auswertung von vorhandenen Karten, Betriebswerken und Kulturplänen für jeden Einzelbestand dessen Geschichte, seit 1897 auch in ihm erfolgte Nutzung, festhält.
Mitte des Jahres 1939 übernahm er die Vertretung der Leitung des Forstamts Hoyerswerda mit einer Fläche von 10.000 ha. Danach musste er wiederholt Militärdienst von 1939 bis 1940 leisten.
Nach der Großen Forstlichen Staatsprüfung im April 1941 trat er als Forstassessor neben seinem Vater in den Dienst der Familie von Bernstorff in Gartow, bevor er wiederholt zum Militär eingezogen wurde. Obwohl sich Hermann Junack im Krieg befunden hatte, erhielt er am 1. Oktober 1941 den Dienstvertrag zur Leitung des Privatforstamtes der Gräflich Bernstorff'schen Verwaltung.
Hermann Junack erlitt eine schwere Verwundung an der Hand, am Arm und an der Schulter und wurde daraufhin Anfang November 1942 von der Ostfront in Russland nach Gartow entlassen.
Dort arbeitete er bis zum Tode seines Vaters im Jahr 1943 gemeinsam an der Weiterentwicklung des Forstbetriebes. Im Alter von 31 Jahren musste er nun alle wichtigen forstlichen Probleme dieses riesigen Betriebes eigenständig bewältigen.
Verheiratet war er mit Liselotte Meta Junack, geb. Kindermann (1917–2005). Der Ehe entstammten vier Kinder.

### Übergang zur naturgemäßen Waldwirtschaft
Im Waldgebiet Gartower Tannen stand er zunächst vor der Aufgabe, die Folgen des Novembersturms 1940 zu beseitigen. Dieser hatte in viele alte Kiefernbestände zum Teil große Lücken gerissen, in denen nun Naturverjüngung dieser Baumart in bislang nicht gekanntem Ausmaß ankam. 1943 entschied Junack, diese wirtschaftlich zu nutzen. Doch zunächst schoben sich weitere betriebliche Probleme in den Vordergrund. Nach Ende des Zweiten Weltkriegs hatte das Forstamt nicht nur unter Reparationshieben der Alliierten zu leiden, sondern auch unter Waldbränden und in den Jahren 1946 bis 1949 zusätzlich unter einem verheerenden Fraß des Kiefernspinners. All das machte umfangreiche Wiederaufforstungen notwendig. Zur Linderung der Brennholznot der Nachkriegsjahre propagierte Junack die Kiefern-Stammrodung.
Im Jahr 1950 löste sich Junack vom bisherigen Altersklassenwald und stellte den Gartower Forstbetrieb auf die Prinzipien der „naturgemäßen Waldwirtschaft“ um. Dabei besaßen betriebswirtschaftliche Fragen höchste Priorität. Zu dem neuen Konzept gehörte nicht nur eine konsequente Vorratspflege der verbliebenen Bestände und Einzelstammwirtschaft, sondern vor allem auch die Förderung der Naturverjüngung, die allmählich zu einer zweiten Bestandesschicht heranwuchs. 1952 ließ Junack in 80 Jahre alten Kiefern- und Eichenbeständen eine Vorratsaufnahme nach dem von Hans Jürgen von Arnswaldt entwickelten so genannten Wertkontrollverfahren ausführen. Darauf aufbauend war es anschließend möglich, den Starkholzvorrat planmäßig zu fördern und zu nutzen.
Wo die Kiefern-Naturverjüngung Lücken aufwies, ließ Junack Douglasien pflanzen, die auf diese Weise zur prägenden Mischbaumart des Gartower Waldes wurden. Zu diesem Schritt hatte ihn ein kleines Vorkommen von älteren Douglasien im Gartower Wald ermutigt. Zur Erleichterung der Pflanzarbeiten wurde der Junack’sche Hohlspaten benutzt, mit dem sich sowohl zwei wurzelnackte Douglasiensämlinge als auch Kiefernballen kostengünstig in die Erde bringen ließen. Dieser Hohlspaten wurde von seinem Vater, Carl Junack, entwickelt und ist in der Forstwirtschaft immer noch in Gebrauch. Die zum Teil sehr armen Böden des Gartower Waldes beschränkten die Forstwirtschaft vor allem auf Kiefer und Douglasie als naturverträgliche „Brotbäume“. Wo immer möglich, förderte Junack jedoch auch die Eiche durch Hähersaaten. Daneben war er an einer Reihe von Düngungsversuchen beteiligt, die er später auswertete.
Durch alle diese Maßnahmen entwickelte Hermann Junack den Gartower Wald wissenschaftlich fundiert zu einem Beispielbetrieb für die „naturgemäße Waldwirtschaft“. Dahinter steckte das Ziel, das Ökosystem Wald so zu bewirtschaften und zu nutzen, dass durch Anpassung an natürliche Wachstumsabläufe und Entwicklungsdynamik mit langfristig geringstem Steuerungsaufwand ökologisch stabile und gleichzeitig ökonomisch ertragreiche Wälder entstehen. Dabei war der forstliche Nachhaltigkeitsgedanke stets oberstes Gebot, wobei Holzerzeugung gleichrangig mit der Bedeutung des Waldes für Landeskultur, Volksgesundheit und Landschaftsgestaltung gesehen wurde.

### Der „Junack-Hirsch“

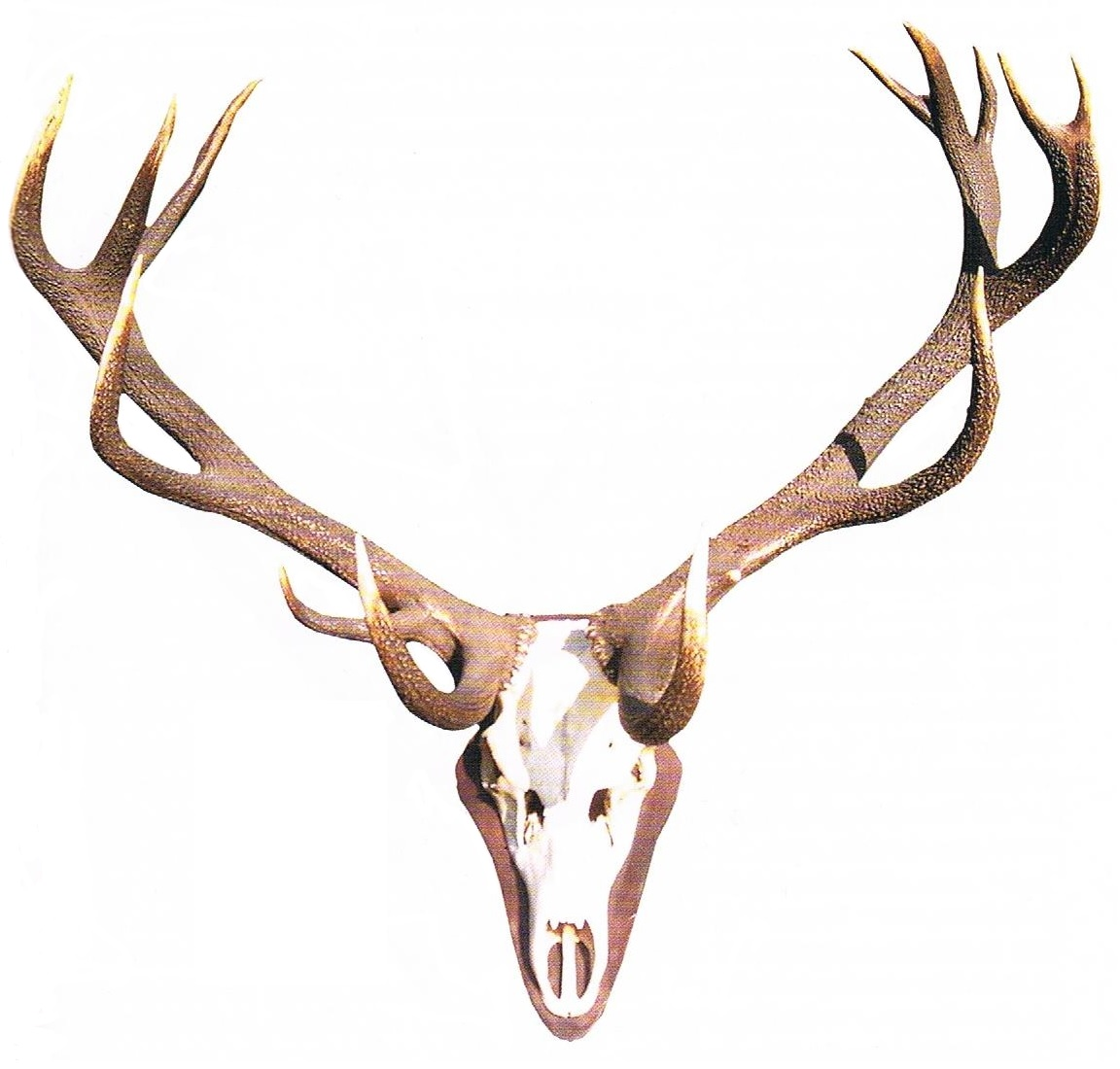
Der „Junack-Hirsch“ von 1959, Frontansicht

Der legendäre „Junack-Hirsch“ kam am 19. September 1959 durch Forstdirektor Hermann Junack in den Gräflich von Bernstorff'schen Forsten zur Strecke. Die Trophäe des ungerade 20-Enders brachte über 10 Kilogramm Geweihgewicht auf die Waage. Die mittlere Stangenlänge beträgt rund 100 Zentimeter, der Umfang der Rosen rund 34 Zentimeter. Auf der Weltausstellung 1971 in Budapest erreichte das Geweih 225,90 Internationale Punkte (Goldmedaille). Damit bleibt dieser Hirsch einer der stärksten deutschen Nachkriegshirsche.

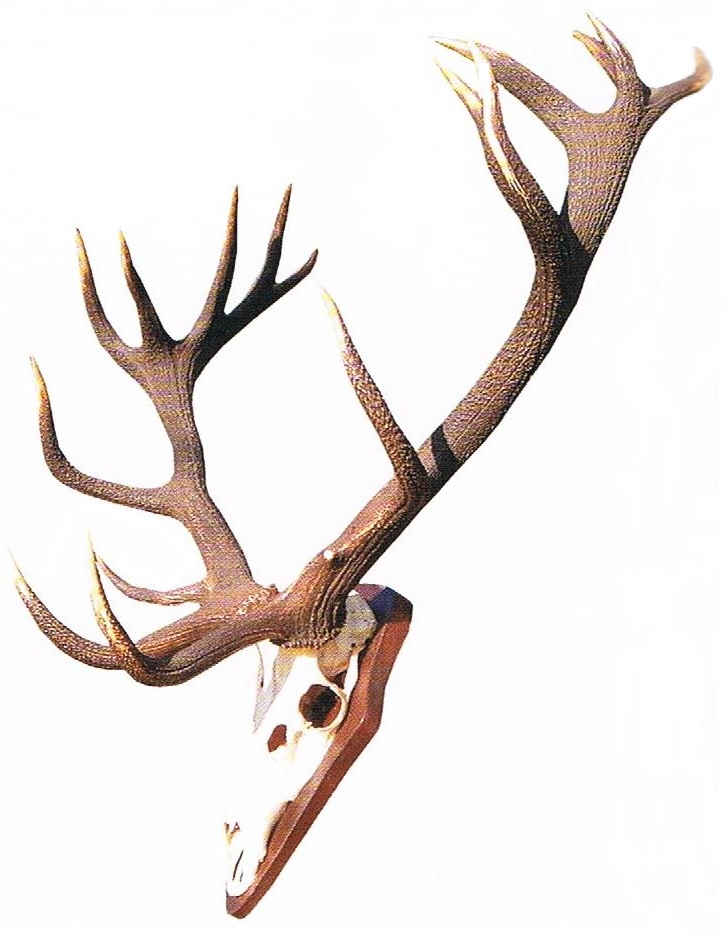
Der „Junack-Hirsch“ von 1959, Seitenansicht

### Zusammenarbeit mit der Universität Göttingen
Hermann Junack, der zuletzt den Titel eines Privat-Forstdirektors führte, arbeitete eng mit der Forstlichen Fakultät der Universität Göttingen zusammen, für die das Forstamt Gartow eines der wichtigsten und am häufigsten aufgesuchten Exkursionsziele wurde. Ganze Generationen von Forststudenten, aber auch ausländische Wissenschaftler, lernten so diesen Betrieb und die Prinzipien der naturnahen Waldwirtschaft kennen. Das Forstamt Gartow mit seinem geschlossenen Waldkomplex von 5700 Hektar (Stand 2008) bot und bietet Stoff für zahlreiche Diplomarbeiten und Dissertationen, war und ist häufig Gegenstand in der forstlichen Fachpresse und daher weit über Niedersachsen und Deutschland hinaus bekannt.
Nicht zuletzt auch deshalb, weil Hermann Junack seine Erfahrungen und Untersuchungen in forstlichen Fachzeitschriften veröffentlichte und in zahlreichen Vorträgen weitergab. Dabei beschäftigte er sich nicht nur mit waldbaulichen Fragestellungen, sondern auch mit forsthistorischen und jagdlichen Themen. Er war bis 1988 Leiter des 1978 gegründeten Hochwildrings Gartow-Lüchow. Junack war auch nach der Pensionierung 1979 sehr aktiv geblieben: Mit der waldbaulich-forstgeschichtlichen Dissertation Die Vorstufen einer Waldwirtschaft in Gartow bis zum Beginn einer geregelten Forstwirtschaft im Zeitraum von 1678 bis 1840 wurde er am 21. September 1989 im Alter von 77 Jahren an der Georgia Augusta zum Doktor der Forstwissenschaften (Dr. forest.) promoviert. Junack war der bis dahin älteste Doktorand des Forstwissenschaftlichen Fachbereichs der Universität.
Für die musterhafte und wissenschaftlich fundierte Betriebsführung eines Privatwaldes zeichnete ihn die Forstliche Fakultät der Universität Göttingen 1968 mit der Heinrich-Christian-Burckhardt-Medaille aus, und 1971 erhielt er dafür den Wilhelm-Leopold-Pfeil-Preis der Alfred Toepfer Stiftung F.V.S. Mit seiner genau auf die standörtlichen Gegebenheiten des Gartower Waldes abgestimmten Forstwirtschaft hatte er das von Wilhelm Pfeil betonte „eiserne Gesetz des Örtlichen“ in vorbildlicher Weise berücksichtigt. Der Bundespräsident würdigte Junacks Lebensleistung zudem 1983 mit der Verleihung des Bundesverdienstkreuzes.
Junack starb am 26. September 1992 wenige Wochen nach seinem 80. Geburtstag in Gartow.

## Auszeichnungen
- 1965 – Verleihung Berufsbezeichnung „Privat-Oberforstmeister“
- 1967 – Silberne Verdienstnadel des Deutschen Jagdschutz-Verbandes
- 1968 – Heinrich-Christian-Burckhardt-Medaille der Forstlichen Fakultät der Georg-August-Universität Göttingen
- 1971 – Wilhelm-Leopold-Pfeil-Preis der Alfred Toepfer Stiftung F.V.S. für naturnahe Waldwirtschaft
- 1974 – Treuenadel in Gold des Deutschen Jagdschutz-Verbandes
- 1978 – Verdienstplakette in Silber der Landesjägerschaft Niedersachsen
- 1979 – Ehrennadel des Niedersächsischen Fußballverbandes
- 1981 – Treuenadel 50 Jahre Mitgliedschaft im Deutschen Jagdschutz-Verband
- 1982 – Landesjägerschaft Niedersachsen Verdienstnadel in Gold
- 1983 – Bundesverdienstkreuz am Bande des Verdienstordens der Bundesrepublik Deutschland
- 1988 – Ehrenmitgliedschaft des Bund Deutscher Forstleute Niedersachsen
- 1989 – Verleihung des Doktorgrades der Georg August Universität Göttingen

## Würdigung
Ein im Gartower Forst errichteter Gedenkstein erinnert an Hermann Junack und dessen Vater Carl Junack. Dieser Stein wurde im Jahre 2015 von seinen Kindern zu Ehren der beiden Forstmänner im Gartower Forst mit Erlaubnis der Familie von Bernstorff aufgestellt.

## Schriften und Veröffentlichungen
- 1946: Geschichte des Gartower Waldes: Geschichte und Entwicklung des Gartower Waldes (Begleitvortrag)
- 1947: Der Wald in der Bodenreform. Bd. 2
- 1947: Die Kiefern-Stammrodung – Ein Mittel zur Linderung der Brennholznot und zur Schonung des deutschen Waldes. Forst- und Holzwirt, Bd. 2, H. 8
- 1948: Der Junack'sche Hohlspaten – ein bewährter Kulturhelfer. Forst- und Holzwirt. Bd. 2, H. 8
- 1948: Eilhard Wiedemann: „Die Kiefer 1948“. Nordd. Holzwirtschaft, Herford (Buchbesprechung)
- 1948: Zur Auswertung der Zapfenernte an Douglasie und Weymouths-Kiefer. Forst- und Holzwirt. Bd. 3. H. 22
- 1950: Die Ballenpflanzung im Forstamt Gartow, Forstarchiv Bd. 1–3
- 1950: Die Erfahrungen der letzten Jahrzehnte in der Waldbrandverhütung und Bekämpfung
- 1950: Vernebelungen gegen den Kiefernspinner im Forstamt Gartow durch die Fa. Gebr. Borchers – Goslar in den Jahren 1947–1949. Allgemeine Forstzeitschrift, H. 21
- 1952: Betrachtungen zur besten Pflanzzeit der Douglasie. Forst- und Holzwirt.
- 1952: Die Lage der westdeutschen Forstwirtschaft und Maßnahmen zu ihrer Verbesserung. Elbe-Ztg. v. 14. Januar 1952
- 1953: Erste Ergebnisse von Düngungsversuchen im Gräflich Bernstorffschen Forstamt Gartow. Forst- und Holzwirt, H. 10/11.
- 1954: Natürliche Helfer im Walde.
- 1954: Tod durch Winterfröste an ein- und zweijährigen Eichen. Forst- und Holzwirt, Seite 300.
- 1956: Die Bedeutung des Waldes im Wandel der Zeiten.
- 1956: Erfahrungen mit künstlicher Düngung im Walde auf Diluvialböden, Sonderdruck
- 1956: Soziale Probleme des Privatforstdienstes in Westdeutschland. Deutsche Forstwesen, Bd. 12.
- 1957: Prof. Dr. Adolf Olberg. Forst- und Holzwirt (Nachruf)
- 1958: Beiträge zum Problem der Kiefernnaturverjüngung. Forst- und Holzwirt, H. 10/11
- 1958: Möglichkeiten und Erfolgsaussichten der Kiefernwirtschaft im küstenfernen Diluvium Niedersachsens.
- 1959: Die gegenwärtige Lage des Privatforstdienstes.
- 1959: Gegenwartsprobleme des Privatwaldes in Schleswig-Holstein. Forst- und Holzwirt.
- 1959: s. a. Kieler Nachrichten Möglichkeiten und Erfolgsaussichten der Kiefernwirtschaft im küstenfernen Diluvium Niedersachsens. Fort- und Holzwirt, S. 78–80.
- 1960: Begegnungen mit dem Hirsch meines Lebens. Wild und Hund, H. 14.
- 1960: Der Einfluss von Bestandesalter und Bestandesbehandlung auf die Befruchtung der Douglas-Blüte, Forst- und Holzwirt, Bd. 5.
- 1960: Die Ballenpflanzung von Nadelhölzern. Forst- und Holzwirt, Bd. 4.
- 1960: Frohwüchsige Kulturen durch sachgemäße Forstdüngung. Hannover, Eigenverlag der Kali-Chemie.
- 1961: Ein Rotwildbestand im Spiegel der Zeitgeschichte. Wild und Hund, H. 24/25
- 1961: Ein erfolgreicher Düngungsversuch mit Algierphosphat. Forst- und Holzwirt, Bd. 18.
- 1961: Kann die chemische Unkrautbekämpfung unsere Nadelholzkulturen verbilligen? Forst- und Holzwirt, H. 5.
- 1962: Zur Ästung der Douglasie bei Schmuckreisiggewinnung. Forstarchiv, Bd. 4.
- 1963: Waldbauliche und betriebswirtschaftliche Gesichtspunkte – Für und Wider eines Ersatzes der Kiefer durch andere Holzarten. Forst- und Holzwirt, H. 19.
- 1964: Urbansky, A.; Junack, H.: Kulturbetrieb auf unübersichtlichen Kleinflächen. Forstarchiv, H. 5.
- 1966: Ergebnisse von Kulturdüngungsversuchen des Forstlichen Versuchsringes Niedersachsen. Aus dem Walde, H. 11, Hannover.
- 1969: Ein Privatforstamt ringt um seine Wirtschaftlichkeit. Forsttechnische Informationen, H. Nov.
- 1969: Was, wie und wieviel soll der Wald erzeugen? In Kurzfassung in DeFo veröffentlicht.
- 1970: Das Tagebuch des Carl Heinrich Samuel Schmidt 1826–1869. 2. Jahresheft Hannoversches Wendland.
- 1970: Vom Lüneburger Heidewald zum Lüneburger Hochwald. Forstarchiv. Forstlicher Dialog zwischen Prof. Hilf, H. Bühmann und H. Junack zum Thema: Die Douglasie als Hauptbaumart – Praktische Möglichkeiten und Aussichten einer Douglas-Kiefernwirtschaft.
- 1970: Vor- und Nachteile einer zweistufigen Kiefernwirtschaft. Allg. Forstzeitschrift.
- 1971: Erfahrungen und Ergebnisse bei der Forstdüngung in Niedersachsen.
- 1971: Probleme und Erkenntnisse aus langjähriger Praxis mit einer naturnahen Kiefernwirtschaft.
- 1976: Katastrophen im Gartower Wald in historischer Betrachtung. Veröffentlicht im 6. Jahresheft des heimatkundlichen Arbeitskreises Lü Dbg 1976/77.
- 1978: 50 Jahre Jagd in Prezelle.
- 1978: Die Entwicklung der Hochwildarten im Ostteil des Kreises Lüchow-Dannenberg vor und nach der Gründung des Hochwildringes Gartow-Lüchow. Veröffentlicht als „Wendlandpflege“ in Wild und Hund.
- 1979: Die deutsche Forstwirtschaft auf dem Wege einer naturgemäßen Waldwirtschaft.
- 1979: Waldgerechte Schalenwildhege im Kiefernrevier. AFZ, H. 17/18.
- 1979: Zielrichtung und Auswirkung der naturgemäßen Waldwirtschaft am Beispiel des Gräflich Bernstorffschen Forstamtes Gartow.
- 1980: Vorratspflege im zweischichtigen Kiefernwald. AFZ, H. 11.
- 1982: Abschussrichtlinien für Rot-, Dam- und Schwarzwild in Niedersachsen – aus der Sicht eines Hochwildringleiters. Der Niedersächsische Jäger.
- 1989: Die Vorstufen einer Waldwirtschaft in Gartow von 1687 bis 1840. Dissertation, 310 S., Forstwissenschaftlicher Fachbereich der Universität Göttingen.